# Carmen Saliare

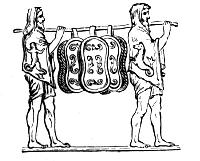
De Salische priesters dragen hun heilige schilden (ancilia) tijdens een processie. Romeins basreliëf.

Het Carmen Saliare is een tekstfragment in archaïsch Latijn, dat de Salii - de "dansende priesters" van het oude Rome - zongen tijdens rituelen.
Deze rituelen betroffen Mars en Quirinus en werden elk jaar opgevoerd in maart en oktober. Tijdens optochten dansten de priesters in oeroude wapenrusting en zongen zij het Carmen Saliare. Hun organisatie was ouder dan de Romeinse republiek en dankte haar legendarische oprichting aan de koning Numa Pompilius. De Salische priesters werden gekozen uit de zonen van patricische families wier ouders nog in leven waren. Hun benoeming was voor het leven, al mochten ze bedanken als ze promoveerden naar een eervoller priesterschap of een voorname overheidsfunctie verkregen.

## Fragmenten
Fragmenten 1 en 3 van de hymne zijn overgeleverd door Marcus Terentius Varro in zijn boek De Lingua Latina, 7.26, 27, en fragment 2 door Quintus Terentius Scaurus in diens De orthographia. Ze luiden:
| Fragmentum | Tekst | Poging tot vertaling                                                                                  |
| ---------- | --- | --- |
| 1          | divum + empta + cante, divum deo supplicate                                                                                             | Bezing Hem, de vader der goden! Smeekt de God der goden!                                              |
| 1 variant  | divum em pa cante, divum deo supplicate                                                                                                 | - |
| 2          | cume tonas, Leucesie, prae tet tremonti + quot + ibet etinei de is cum tonarem                                                          | Als U de donder werpt, o God van licht, beven ze voor U! Alle goden onder U hebben Uw donder gehoord! |
| 2 variant  | cume tonas, Leucesie, prae tet tremonti quom tibi cunei decstumum tonaront                                                              | - |
| 3          | cozeulodorieso. Omnia vero adpatula coemisse. Jan cusianes duonus ceruses dunus Janusve vet pom melios eum recum.                       | ? ...maar om alles verkregen te hebben wat uitgespreid is. Nu het goede ... van Ceres ... of Janus... |
| 3 variant  | cozevi oborieso. Omnia vero ad Patulcium commissei. Ianeus iam es, duonus Cerus es, duonus Ianus. Venies potissimum melios eum recum... | - |

## Betekenis?
Tot dusver is de tekst grotendeels onvertaalbaar gebleken. Wel zijn Latijnse woorden te herkennen voor donder, Janus en Ceres. Al in de eerste eeuw v. Chr. was Cicero niet meer in staat om dit lied uit te leggen. In diezelfde eeuw vermeldt Quintilianus dat de priesters geen idee hadden wat ze zongen.

De Italiaanse vijftiende-eeuwse humanist Julius Pomponius Laetus stelde osculo dolori ero ("Ik zal als een kus voor verdriet zijn") voor als mogelijke verklaring van het geheimzinnige cozeulodorieso.